# Elkin Murillo
Elkin Antonio Murillo Amor (Antioquia, 20 de setembro de 1977) é um ex-futebolista profissional colombiano, que atuava como atacante.

## Carreira

### Deportes Quindío
Elkin Murillo se profissionalizou no Deportes Quindío em 1996.

## Seleção
Elkin Murillo integrou a Seleção Colombiana de Futebol na Copa das Confederações de 2003, nas duas Copas América de 2001 e 2004.

## Títulos
Seleção da Colômbia
- Copa América: 2001.